# Indische Segelflossenbarbe
Die Indische Segelflossenbarbe (Oreichthys cosuatis) ist ein kleiner Süßwasserfisch aus der Familie der Karpfenfische (Cyprinidae). Die Art kommt im nördlichen Indien, in den Bundesstaaten Uttar Pradesh, Westbengalen und Assam vor. Typlokalität ist der Koshi, ein Nebenfluss des Ganges. Exemplare, die weiter östlich gefangen wurden, z. B. in Thailand oder Birma, gehören zu anderen, bisher unbeschriebenen Oreichthys-Arten.

## Merkmale
Die Indische Segelflossenbarbe hat eine barbentypische Gestalt, ist leicht hochrückig und wird vier bis acht Zentimeter lang. Von allen anderen Barben der Gattung Oreichthys unterscheidet sie sich durch das Fehlen des dunklen Flecks auf dem Schwanzflossenstiel. Im Unterschied zu den anderen Arten der Gattung zeigt sie keinen auffälligen Sexualdimorphismus. Die Seitenlinie ist kurz und erstreckt sich nur über zwei bis drei mit Poren versehener Schuppen. Die Kopfseiten sind mit 11 bis 13 auffälligen Porenreihen versehen. Die Pharyngealzähne stehen in drei Reihen: 1-3-4. Die Afterflosse hat einen zentralen dunklen Fleck, der bei adulten Tieren dreieckig ist. Die Rückenflosse hat eine weiße Spitze und einen weißen Außenrand.
- Schuppenformel: mLR 19-21+2, SL 2-3.
- Flossenformel: Dorsale: 3/8; Pectorale: 13, Ventrale: 9-10.